# Люкшудья (присілок, Зав'яловський район)
Люкшудья́ (рос. Люкшудья) — присілок в Зав'яловському районі Удмуртії, Росія.
Знаходиться на західній околиці однойменного села Люкшудья, обабіч дороги з Шабердіно.

## Населення
Населення — 14 осіб (2012; 22 в 2010).
Національний склад станом на 2002 рік:
- удмурти — 82 %

## Урбаноніми[3]
- вулиці — Берегова, Польова